# Анжигорт
Анжигорт — деревня в Шурышкарском районе Ямало-Ненецкого автономного округа России.

## География
Находится на берегу протоки Унтос, в 148 км к юго-западу от города Салехарда и в 13 км к востоку от районного центра, села Мужи.
Одна улица — ул. Береговая
Ближайшие населённые пункты
Мужи 13 км, Выимгорт 13 км, Везенгорт 14 км, Старый Киеват 19 км, Новый Киеват 20 км, Восяхово 26 км

## Население
| 1989 | 2002 | 2010 | 2021 |
| ---- | ---- | ---- | ---- |
| 47   | ↗48  | ↘13  | ↗37  |

Численность населения — 13 чел. (2010 г.), 27 чел. (2013 г.).

## Транспорт
Объекты транспортной инфраструктуры на территории Анжигорта отсутствуют.

## Инфраструктура
В у юго-западной границы д. Анжигорт действует коммунально-складская территория, в северной части действует ферма.
Действовал совхоз «Имени Сталина», который 18 октября 1961 года влился в совхоз «Мужевский».
Филиал муниципального учреждения «Центр народного творчества», сельский дом культуры (д. Анжигорт), возведено здание в 1966 году из дерева.
Действует ФАП.
В 2016 году до деревни стал пробивать сигнал цифрового ТВ.
Электроснабжение потребителей осуществляется от ДЭС по воздушным ЛЭП 0,4 кВ. Система электроснабжения выполнена по магистральной схеме. Общая протяжённость ЛЭП 0,4 кВ в границах д. Анжигорт составляет 0,7 км. Производится замена деревянных опор ЛЭП-0,4 кВ.
Централизованная система водоснабжения отсутствует. Водоснабжение населения д. Анжигорт осуществляется посредством забора воды из протоки Унтос.

## Происшествия
18 июля 2018 года в Анжигорте произошел пожар в частном доме, жителя спас из огня инженер группы обеспечения службы и подготовки ОПС ЯНАО по Шурышкарскому району Эдуард Байсарин